# PRELID2
PRELID2 (англ. PRELI domain containing 2) – білок, який кодується однойменним геном, розташованим у людей на 5-й хромосомі. Довжина поліпептидного ланцюга білка становить 189 амінокислот, а молекулярна маса — 21 905.
| 10         |  | 20         |  | 30         |  | 40         |  | 50         |
| ---------- |  | ---------- |  | ---------- |  | ---------- |  | ---------- |
| MGVSVDVHQV |  | YKYPFEQVVA |  | SFLRKYPNPM |  | DKNVISVKIM |  | EEKRDESTGV |
| IYRKRIAICQ |  | NVVPEILRKS |  | LSTLVILCWK |  | KVSILKVPNI |  | QLEEESWLNP |
| RERNMAIRSH |  | CLTWTQYASM |  | KEESVFRESM |  | ENPNWTEFIQ |  | RGRISITGVG |
| FLNCVLETFA |  | STFLRQGAQK |  | GIRIMEMLLK |  | EQCGAPLAE  |  |            |

A: Аланін

C: Цистеїн

D: Аспарагінова кислота

E: Глутамінова кислота

F: Фенілаланін

G: Гліцин

H: Гістидин

I: Ізолейцин

K: Лізин

L: Лейцин

M: Метіонін

N: Аспарагін

P: Пролін

Q: Глутамін

R: Аргінін

S: Серин

T: Треонін

V: Валін

W: Триптофан

Задіяний у такому біологічному процесі, як альтернативний сплайсинг. 